# 마그네슘 배터리
마그네슘 배터리(영어: magnesium battery)는 마그네슘 양이온을 용액에서 활성 전하 수송제로 사용하고 종종 전기화학 셀의 원소 양극으로 사용하는 배터리이다. 재충전이 불가능한 일차 전지와 재충전이 가능한 이차 전지 화학이 모두 조사되었다. 마그네슘 일차 전지는 상용화되어 예비 및 범용 전지로 사용되는 것을 발견했다.
마그네슘 2차 전지는 특히 특정 응용 분야에서 리튬 이온 기반 배터리 화학을 대체하거나 개선할 수 있는 활발한 연구 주제이다. 마그네슘 전지의 중요한 장점은 고체 마그네슘 양극을 사용하여 리튬으로 만든 것보다 더 높은 에너지 밀도 전지 설계가 가능하다는 것이다. 많은 경우 삽입된 리튬 양극이 필요하다. 삽입형 양극('마그네슘 이온')도 연구되었다.

## 1차 전지
1차 마그네슘 전지는 20세기 초부터 개발되었다. 반응성 양극에서 그들은 부분적으로 채워진 d-오비탈을 통해 강하게 결합하는 철 및 대부분의 다른 전이 금속에 비해 결합이 250kJ/mol 이상 약한 마그네슘 금속의 낮은 안정성과 높은 에너지를 이용한다. 염화 은, 염화 구리(I), 염화 팔라듐(II), 아이오딘화 구리(I), 티오시안산 구리(I), 이산화 망가니즈 및 공기(산소)를 포함한 음극 물질을 사용하여 예비 배터리 유형에 대한 많은 화학 물질이 연구되었다. 예를 들어, 물로 활성화된 염화은/마그네슘 예비 배터리는 1943년에 상용화되었다.
마그네슘 건전지 유형 BA-4386은 아연 전지에 근접한 단위당 비용으로 완전히 상업화되었다. 동급의 아연-탄소 전지와 비교하여 전지는 용량이 더 크고 저장 수명이 더 길다. BA-4386은 1968년부터 리튬 티오닐 클로라이드 배터리로 대체된 1984년까지 미군에 의해 널리 사용되었다.
마그네슘-공기 배터리의 이론적 작동 전압은 3.1V이고 에너지 밀도는 6.8kWh/kg이다. 제너럴 일렉트릭은 1960년대 초에 중성 NaCl 용액에서 작동하는 마그네슘-공기 배터리를 생산했다. 마그네슘-공기 배터리는 1차 전지이지만 양극과 전해질을 교체하여 '재충전'할 수 있는 잠재력을 가지고 있다. 일부 마그네슘 1차 전지는 상용화되어 해수를 전해질로 사용하는 육상 기반 백업 시스템 및 해저 전원으로 사용된다. 마크 44 어뢰는 물 활성화 마그네슘 배터리를 사용한다.

## 2차 전지
충전 및 방전 중에 양극과 음극에서 Mg2+ 이온의 가역적 삽입 및 제거를 포함하는 이차 마그네슘 이온 배터리는 특정 응용 분야에서 리튬 이온 전지 기술을 대체하거나 개선할 수 있는 집중적인 연구 대상이었다. 리튬을 음극 물질로 사용하는 경우, 마그네슘은 단위 질량당 (이론적) 에너지 밀도가 리튬의 절반 미만이지만(18.8 MJ/kg(~2205 mAh/g) vs. 42.3 MJ/kg) 체적 에너지 밀도는 약 50%이다. 더 높음(32.731 GJ/m3(3833 mAh/mL) 대 22.569 GJ/m3(2046 mAh/mL). 금속 리튬 애노드와 비교하여 마그네슘 애노드는 덴드라이트 형성을 나타내지 않지만 특정 비수성 용매 및 전류 밀도에서만 나타난다. 약 1 mA/cm2 미만 이러한 덴드라이트가 없는 Mg 증착은 마그네슘 금속이 애노드에서 인터칼레이션 화합물 없이 사용될 수 있게 하여 이론상 최대 상대 체적 에너지 밀도를 리튬의 약 5배로 높인다. 흑연 전극. 또한, 모델링 및 셀 분석은 마그네슘 기반 배터리가 지구상의 풍부한 마그네슘과 리튬 침전물의 상대적 희소성으로 인해 리튬보다 비용 이점이 있을 수 있음을 나타낸다.
V2O5, TiS2 또는 Ti2S4 양극 재료 및 마그네슘 금속 양극을 기반으로 하는 Mg 기반 배터리의 잠재적인 사용은 이미 1990년대에 인식되었다. 그러나 방전 상태의 불안정성에 대한 관찰과 전해질에서 물의 역할에 대한 불확실성이 진행을 제한하는 것으로 보고되었다. 2000년에 이스라엘 연구원들은 AlCl3-에테르 전해질에서 매우 높은(>2 V 대 Mg/Mg2+) 양극 전압 안정성 한계를 나타내는 덴드라이트가 없는 Mg 도금을 보고했다. 그러나 그 작업에서 Mg2+ 층간삽입을 위해 저전압(및 다소 고가) 포소드 재료(쉐브르 유형 Mo6S8)가 사용되었다. 그 발견 이후 10년 이상의 연구에도 불구하고, 클로로알루미네이트(및 관련, 덜 부식성, 아래 참조) 전해질을 위한 고전압 Mg2+ 삽입 포소드를 개발하려는 모든 시도는 실패했다. 많은 고체 물질로의 전기화학적 Mg2+ 삽입이 예를 들어 수성 전해질에서 잘 알려져 있다는 점은 주목할 가치가 있다. 문제는 가역적인 Mg 금속 도금을 표시하는 동일한 용액에서 인터칼레이션을 나타내는 포소드 재료를 찾는 것이다.
이전 단락에서 논의한 Mg-금속 배터리와 달리 Mg-이온 배터리는 네고드에 Mg-금속을 사용하지 않고 Mg2+ 이온을 삽입할 수 있는 고체 물질을 사용한다. 이러한 배터리는 일반적으로 수성 또는 기타 극성 전해질을 사용한다. Mg-이온 배터리에 대해 상업적으로 실행 가능하고 경쟁력 있는 틈새 시장이 있는지는 확실하지 않다.